# Fiat 130 HP
Fiat 130 HP este un automobil de curse Grand Prix fabricat de Fiat în anul 1907, bazat pe un design realizat de Giovanni Enrico. Proiectat exclusiv pentru competițiile de Grand Prix, Fiat 130 HP a implementat inovații tehnice notabile, inclusiv supape poziționate în partea superioară a camerei de combustie și camere de compresie cu formă emisferică.

## Context
Până în 1906, Fiat înregistrase rezultate limitate în competițiile de curse, din cauza utilizării unor automobile cu performanțe reduse. Cel mai puternic model al acelei perioade a fost 28/40HP Corsa, care atingea o putere maximă de 40 CP. Un alt model de succes a fost Fiat 60 HP, capabil să dezvolte 60 CP. Totuși, producătorul italian nu dispunea de un motor de mare putere comparativ cu francezii, care dominau cursele cu modelul Renault AK 90CV, echipat cu un motor de 90 CP. În 1907, a fost introdusă o nouă formulă pentru competițiile de Grand Prix, care permitea participarea mașinilor cu motoare mai mari și mai grele. Noile reglementări includeau modificări privind consumul de combustibil (maxim 30 litri pe 100 km) și eliminau limitele privind greutatea și cilindreea. Fiat a decis să dezvolte un nou model de curse adaptat acestor standarde, echipat cu un motor capabil să genereze 130 CP.

## Date tehnice
Proiectul a fost încredințat lui John Henry, manager de proiect, care lucrase anterior ca co-designer pentru un alt automobil de curse, cu 100 CP, în 1905. Henry a colaborat cu designerul Giovanni Enrico și cu directorii tehnici Guido Fornaca și Carlo Cavalli pentru a dezvolta modelul 130 HP. Designul noului automobil includea un sistem de transmisie prin lanț și un motor amplasat frontal, cu 4 cilindri și o capacitate totală de 16.286 cm³. Motorul era dotat cu multiple inovații pentru acea perioadă, precum un alesaj mai mare decât cursa pistonului, supape situate deasupra camerei de ardere, camere de ardere emisferice și bujii amplasate central.
Sistemul de aprindere al modelului 130 HP era asigurat de un magnetou Simms-Bosch, iar alimentarea cu combustibil era gestionată de un singur carburator. În ciuda greutății de peste 1.000 kg (fiecare piston cântărind aproximativ 4,5 kg), roțile erau încă fabricate din lemn.

## Rezultate în curse
Automobilul a avut performanțe remarcabile în cadrul competiției Targa Florio (prima cursă a sezonului), care a fost câștigată de Felice Nazzaro, urmat de Vincenzo Lancia, clasat pe locul al doilea.
Nazzaro a obținut, de asemenea, victoria în competiția Kaiserpreis, desfășurată pe circuitul Taunus. Celelalte două automobile Fiat, conduse de Lancia și Louis Wagner, s-au clasat pe locurile cinci, respectiv șase.
Echipa formată din Nazzaro, Wagner și Lancia a participat la Marele Premiu al Franței din 1907, desfășurat la Dieppe. În primele trei tururi, Wagner a menținut conducerea, însă din cauza unei defecțiuni tehnice a fost nevoit să abandoneze cursa. Lancia a preluat conducerea pentru o scurtă perioadă, dar a fost, de asemenea, forțat să se retragă din cauza unor probleme la motor. Cursa a fost în cele din urmă câștigată de Nazzaro.